# Perdicinae
Perdicinae, potporodica ptica, dio porodice fazanki (Phasianidae), reda kokoški (Galliformes). Sastoji se od 22 roda:

## Rodovi
- Alectoris
- Ammoperdix
- Anurophasis
- Arborophila
- Bambusicola
- Caloperdix
- Coturnix
- Francolinus
- Galloperdix
- Haematortyx
- Lerwa
- Margaroperdix
- Melanoperdix
- Ophrysia
- Perdicula
- Perdix
- Ptilopachus
- Rhizothera
- Rollulus
- Tetraogallus
- Tetraophasis
- Xenoperdix

## Ostali projekti
|  | Wikivrste imaju podatke o taksonu Perdicinae |